# Sarah Ourahmoune
Sarah Ourahmoune est une boxeuse française née le 21 janvier 1982 à Sèvres (Hauts-de-Seine). Elle est la boxeuse française la plus médaillée : vice-championne olympique aux Jeux de Rio 2016, championne du monde en 2008, triple championne de l'Union européenne et dix fois championne de France. Elle a effectué 265 combats, un record en France aussi bien chez les femmes que chez les hommes. Elle a évolué dans la catégorie olympique des moins de 51 kg avant de prendre sa retraite sportive après sa médaille d'argent aux Jeux de Rio.  
Elle est en 2017 vice-présidente du Comité national olympique et sportif français chargée des mixités, et une des porte-paroles de la candidature de Paris aux Jeux olympiques d'été de 2024. De 2021 à 2024, elle est vice-présidente de la Fédération française de boxe et conseillère du Président du Comité national olympique et sportif français sur les sujets Politique de la Ville. 
En 2024, elle est nommée vice-présidente de la Filière Sport en charge de l'attractivité et du rayonnement (contrat de filière 2025-2026).
Elle est nommée Ambassadrice de l'inclusion par le sport par la Ministre des Sports Amélie Oudéa Castéra et rédige en avril 2024 le Pacte de l'inclusion par le sport avec le député Stéphane Viry et Jean-Philippe Acensi. 

## Biographie
Sarah Ourahmoune est née le 21 janvier 1982 à Sèvres de parents d'origine algérienne.C'est à 13 ans qu'elle débute la boxe anglaise à Aubervilliers. Elle décroche dès 1999 un premier titre de championne de France, qu'elle conserve l'année suivante en étant élue meilleure boxeuse du championnat. Elle intègre l'INSEP en interne en 2002. 
Elle devient éducatrice spécialisée, elle travaille auprès de différents publics : prostituées, toxicomanes, personnes en situation de handicap mental.  
Après quatre années sans boxer entre 2004 et 2007, elle revient sur la scène internationale.  
En 2012, Sarah Ourahmoune ne parvient pas à se qualifier pour le premier tournoi olympique de boxe féminine qui doit avoir lieu aux Jeux de Londres : lors des championnats du monde qualificatifs disputés en mai à Qinhuangdao, elle est battue en huitièmes de finale par la Bulgare Stoyka Petrova (21-15). Elle met alors sa carrière entre parenthèses pour devenir mère,. 
Elle fait son retour sur les rings en 2014 avec l'objectif de se qualifier aux Jeux olympiques de Rio en 2016. Elle finance une partie de sa préparation pour les Jeux olympiques de Rio 2016 grâce à une campagne de financement participatif.  Lors de ces Jeux, elle atteint la finale de la catégorie - 51 kg et remporte la médaille d'argent. 
Elle intègre Sciences Po Paris afin de préparer un Master Communication. Elle poursuit son parcours de formation en intégrant l'incubateur de Sciences Po (Sciences Po entrepreneur) où elle développe son entreprise,. 
En 2015, elle devient membre du Conseil national des villes (mandatures 2015-2018 et 2019- 2022). En mars 2017, elle est nommée Déléguée du gouvernement en Seine-Saint-Denis. Sarah Ourahmoune est également élue en mai membre du conseil d'administration du Comité National Olympique et Sportif Français, avant d'intégrer son Bureau Exécutif en tant que vice-présidente chargée des athlètes et des mixités. En 2021, elle  est conseillère politique de la ville au sein du bureau du CNOSF.
Elle fonde en 2011 l'association Boxer Inside, dont la mission est d'utiliser les valeurs positives de la boxe comme levier d'engagement durable, tant physique que mental, pour accompagner chaque personne dans l'atteinte de ses objectifs. L'association développe des programmes éducatifs notamment pour des jeunes filles et garçons à Aulnay-sous-Bois et à Paris 13 où elle a deux tiers-lieu sportifs,. En complément, elle crée en 2021 un programme d'empowerement pour les femmes, "Les Puncheuses" qui mêle boxe et développement personnel et professionnel.  
Le 20 mars 2021, Dominique Nato est élu Président de la Fédération française de boxe (FF Boxe) et il nomme Sarah Ourahmoune, sa colistière, en tant que Vice-Présidente de l'organisation,.
Durant les Jeux olympiques 2020 à Tokyo, elle est consultante pour Eurosport et commente les épreuves de boxe.
Pendant toute l'olympique de Paris 2024, elle intègre la Taskforce du Comité International Olympique et travaille sur les épreuves olympiques de boxe.

## Parcours sportif
Championne de France des moins de 48 kg, Sarah Ourahmoune domine en demi-finale du championnat du monde amateur 2008 à Ningbo (Chine) la Suédoise Jenny Haedingz avant d'être déclarée perdante en finale face à la Chinoise Chen Ying sur une décision très litigieuse. À la suite de cette finale, la Chinoise est contrôlée positive au contrôle antidopage: Sarah Ourahmoune est alors déclarée championne du monde.
Championne de l'Union européenne à Lille en 2007, elle est élue meilleure boxeuse de la compétition. Elle confirme ce statut en remportant une deuxième fois le titre de championne de l'Union européenne à Liverpool en 2008, puis  en juin 2009 en Bulgarie, pour la troisième année consécutive. Elle redevient championne de France en 2015, puis en février 2016. 
En mai 2016, Sarah Ourahmoune participe aux championnats du monde féminins à Astana. Elle élimine successivement une Vietnamienne en 32e de finale (WP 3:0), puis la Tunisienne Amel Chebbi (arrêt de l'arbitre à la première reprise) en 16e et l'Arménienne Anush Grigoryan aux points 3:0 en 8e de finale. Victorieuse par forfait de la Chinoise Ren Cancan en quarts de finale, elle atteint les demi-finales où elle s'incline sur une décision plus que contestable, décrochant la médaille de bronze des championnats du monde synonyme de qualification pour les Jeux olympiques de Rio.

## Palmarès
- Médaillée d'argent aux Jeux Olympiques de Rio en 2016
- Médaillée de bronze au Championnat du Monde 2016 à Astana
- Médaillée d'argent au Championnat d'Europe 2011 à Rotterdam
- Vainqueur des Ceintures Montana 2011, 2012 et 2015 catégorie moins de 51 kg
- 10 fois Championne de France en 1999, 2000, 2003, 2008, 2009, 2010, 2011, 2012, 2015 et 2016
- 3 fois Championne de l'Union européenne à Lille en 2007, à Liverpool en 2008 et en Bulgarie en 2009
- Médaillée de bronze aux championnats d'Europe 2007 au Danemark. Elle s'incline face à la Roumaine Lydia Ion (vice-championne d'Europe) sur blessure à l'arcade à la suite d'un coup irrégulier (main ouverte).
- Championne du monde 2008 à Ningbo (Chine)

## Distinctions

### Récompenses sportives
Sarah Ourahmoune est récompensée aux gants d'or le 30 novembre 2009 en présence de Jean-Claude Bouttier. Des journalistes sportifs l'ont en effet choisie pour être récompensée d'un gant d'éclat pour son titre de championne du monde ainsi que pour l'ensemble de sa carrière amateur.
Elle remporte aussi le trophée femme et sport le 16 novembre 2009 dans la catégorie coup de pouce à une personnalité féminine pour son parcours de sportive de haut niveau, sa scolarité à Sciences Po et son travail au Boxing Beats où elle travaille en tant que responsable de projets éducatifs et pédagogiques mais également pour son travail d'éducatrice spécialisée. En effet, elle encadre des jeunes enfants handicapés mentaux d'un IMP autour d'une activité boxe éducative.
- Cérémonie des Gants d'or de Canal + : récompensée du gant d'éclat, décembre 2009
- Trophée Femmes et sport, personnalité féminine, janvier 2010
- Médaille d'or jeunesse et sports, avril 2010
- Médaille d'or de l'Académie des Sports, 15 novembre 2010
- Trofémina, concours organisé par NRJ12, Femmes de talent, 31 mai 2010
- Trophée "Richesse dans la diversité" Ambassade du Qatar, juin 2011
- L’Équipe 21 "Sur la route", janvier 2015

### Décorations
- Officière de la Légion d'honneur le 10 septembre 2023[21] ; chevalière le 8 avril 2012
- Officière de l'ordre national du Mérite le 1er décembre 2016[22]
- Médaille de la jeunesse, des sports et de l'engagement associatif, or

## Publications
- Sarah Ourahmoune et Gaëlle Bantegnie, Mes combats de femme, Paris, Robert Laffont, 4 avril 2019, 234 p. (ISBN 978-2-221-21769-6)
- Sarah Ourahmoune a préfacé les livres : 
  - Le sport des solutions : Voyage en terre des possibles écrit par David Blough, Rue de l'échiquier.
  - Dans l'ombre des K.O, les coulisses des combats les plus mythiques écrit par Christian Mpanzu
  - Athlètes de l'innovation : Entreprendre est un sport de très haut niveau ! écrit par Delphine Remy-Boutang